# Luisa Ferida
Luisa Ferida, pseudonimo di Luisa Manfrini Farnet (Castel San Pietro Terme, 18 marzo 1914 – Milano, 30 aprile 1945), è stata un'attrice italiana.
Fu una delle più note attrici del cinema italiano nel decennio 1935-1945 e fu la protagonista più pagata di tale periodo. L'attrice era celebre come diva cinematografica e viene ricordata per la sua tragica morte. Infatti, subito dopo la Guerra di liberazione italiana, in seguito ad un processo sommario, accusata di partecipazione ai crimini di guerra e alle torture della "banda Koch", fatti per i quali fu poi ritenuta innocente nel dopoguerra (come provato dalla Corte d'appello di Milano). Venne fucilata dai partigiani con il  convivente, l'attore e membro della X Flottiglia MAS Osvaldo Valenti. Al momento dell’esecuzione Luisa Ferida era incinta, quando trovarono il cadavere in mano stringeva ancora la scarpina azzurra del figlio, morto qualche anno prima. Qualche tempo dopo il responsabile dell'esecuzione, Giuseppe Marozin, dichiarò che la Ferida era completamente estranea ai fatti, anche se pare, secondo testimonianze, fosse a conoscenza delle torture di Villa Triste.

## Biografia
Nacque a Castel San Pietro Terme, in provincia di Bologna, il 18 marzo 1914. Iniziò la sua professione in teatro con le compagnie di Ruggero Ruggeri e Paola Borboni, dopo esordì sul grande schermo con il film  Freccia d'oro (1935) di Piero Ballerini e Corrado D'Errico. Si mise in evidenza quasi subito, interpretando numerosi film di registi minori, che le dettero però visibilità e successo di pubblico; nel 1937 si fidanzò con il produttore cinematografico Francesco Salvi, che poi morì di tumore. Fra il 1937 e il 1938 costituì una coppia cinematografica di successo con Amedeo Nazzari, col quale interpretò La fossa degli angeli, I fratelli Castiglioni e Il conte di Bréchard.
Quando venne richiesta da Alessandro Blasetti per il film Un'avventura di Salvator Rosa (1939), era già una giovane attrice conosciuta e apprezzata, ormai pronta per il salto di qualità. In Un'avventura di Salvator Rosa interpretò il ruolo della contadina Lucrezia, ponendosi all'attenzione della critica e del grande pubblico. Il film di Blasetti la proiettò rapidamente verso un orizzonte divistico di rilievo, permettendole di mettere in evidenza il suo temperamento grintoso e la sua recitazione asciutta e nervosa.

### Relazione con Osvaldo Valenti

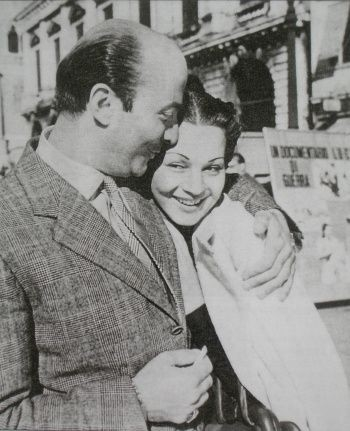
Luisa Ferida e Osvaldo Valenti

L'incontro tra l'attrice e il collega Osvaldo Valenti, al quale l'artista si legò sentimentalmente, avvenne sul set del film diretto da Blasetti nel 1939 e coincise con il periodo di maggior successo della sua carriera. I registi più popolari dell'epoca iniziarono a offrirle ruoli sempre più importanti. Negli ultimi anni, la Ferida era apprezzata come attrice di grande sensibilità interpretativa e di notevole maturità espressiva: lo notò l'attrice Elsa De Giorgi durante la lavorazione del film La locandiera (1944) di Luigi Chiarini. Vanno ricordate le sue interpretazioni nei film La corona di ferro (1941) di Alessandro Blasetti, Fedora (1942) di Camillo Mastrocinque, Fari nella nebbia (1942) di Gianni Franciolini, per il quale fu premiata come miglior attrice italiana del 1942, Gelosia (1942) di Ferdinando Maria Poggioli e La bella addormentata (1942) di Luigi Chiarini.
Durante la convivenza con il suo collega attore, l'attrice nel 1942 partorì il primogenito Kim Valenti, che morì a Bologna cinque giorni dopo il parto per asfissia, poi nel 1944 non riuscì a partorire per un aborto spontaneo e nel 1945 era gravida per la terza volta quando fu ammazzata dai partigiani.

### Trasferimento al Cinevillaggio
Durante il regime fascista i due attori non si erano pubblicamente manifestati per le loro posizioni politiche e famosa era, negli ambienti mondani romani, l'imitazione che Valenti faceva del Duce, suscitando l'ilarità generale, inoltre mai l'attrice prese la tessera del PNF così come il suo convivente. A seguito dell'Armistizio, la Ferida e Valenti furono tuttavia fra i pochi divi del cinema dei telefoni bianchi - come viene abitualmente chiamato il periodo della cinematografia fascista - ad aderire alla Repubblica Sociale Italiana.
Lasciarono così Roma e Cinecittà per trasferirsi al Cinevillaggio, il nuovo centro cinematografico della R.S.I. di Venezia, sorto per volere del ministro Ferdinando Mezzasoma, diventandone due dei più noti esponenti. Qui, insieme a Valenti, girò Fatto di cronaca (1944), film diretto da Piero Ballerini, che fu il suo ultimo lungometraggio. Dopo si stabilirono per qualche giorno a Bologna, dove la Ferida, che aspettava un bambino, desiderava andare a trovare la madre. Mentre si trovavano all'albergo "Brun", ebbe un aborto spontaneo. Valenti espresse il proprio dolore, scrivendo a un amico: «Non voglio più sentir parlare di arte e di cinema, e non mi voglio più recare nella Spagna dove pur ho un contratto vantaggiosissimo. Io sento che il mio dovere sarebbe di fare qualcosa di positivo per questo pezzo di terra che ancora ci rimane.»

### Controversia sulla "banda Koch"
Nella primavera del 1944, i due si spostarono a Milano, dopo che Valenti era entrato col grado di tenente nella X Flottiglia MAS comandata dal principe Junio Valerio Borghese. Come ufficiale di collegamento della Decima MAS, Valenti ebbe contatti con la famigerata banda di Pietro Koch, ma in tali rapporti, secondo molti storici, rimase estranea la Ferida, che era ricoverata in ospedale, dopo un incidente automobilistico, proprio in quel periodo incriminato; infatti altri confermano che la frequentazione di Villa Triste da parte della Ferida, nonché la sua presunta complicità con i torturatori di partigiani, sarebbero solo calunnie prive di fondamento.
Un'altra testimonianza di Carlo Corbella, ex militare decorato per la campagna italiana di Russia, riportò un episodio piuttosto equivoco, che non trova peraltro ulteriori riscontri, il cui valore sta principalmente nel sostenere che l'attrice soggiornò per diversi giorni nella famigerata "Villa Triste", ma non partecipò alle sevizie sui partigiani mentre sempre Corbella accusò una delle amanti di Koch, la soubrette Daisy Marchi nonché la segretaria del capo della "banda" Alba Giusti Cimini, della partecipazione alle torture sui partigiani; entrambe le donne citate, secondo questa tardiva testimonianza, si spacciavano, talvolta con i prigionieri, per la celebre Ferida, approfittando della penombra delle celle e della somiglianza fisica della Marchi con Luisa; la Marchi e la Cimini mai subirono conseguenze per la loro collaborazione.
Natalia Ginzburg, nella sua celebre opera del 1963 Lessico famigliare, asserì che fu proprio la Ferida a condurre l'interrogatorio della sua amica Lisetta Giua, partigiana e moglie di Vittorio Foa, incarcerata a Villa Triste di Milano e riuscita fortunosamente a scappare dalle grinfie dei fascisti.

### La morte per fucilazione

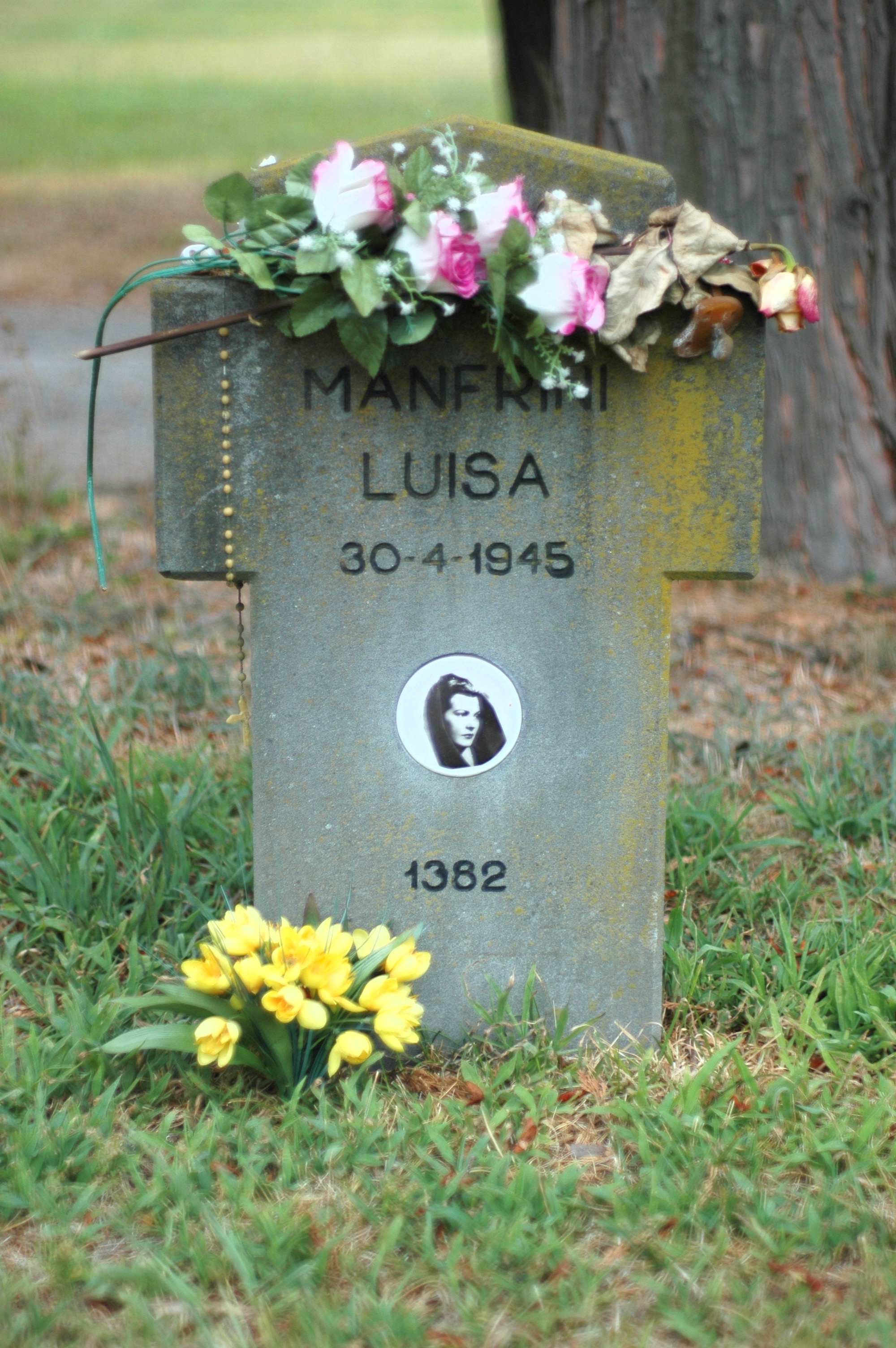
Tomba di Luisa Manfrini Farnet "in arte" Luisa Ferida al Campo X del Cimitero Maggiore di Milano

Nei giorni immediatamente successivi alla caduta della Repubblica Sociale Italiana, l'attrice pagò con la vita la sua notorietà associata alla relazione amorosa con Valenti, che era stato combattente fascista nella X Flottiglia MAS e probabile frequentatore di Villa Triste a Milano, sede della banda Koch. A 31 anni, il 30 aprile 1945, Luisa Ferida nel suo quarto mese di gravidanza, fu fucilata dai partigiani in via Poliziano a Milano assieme a Valenti, dopo un processo sommario nel quale fu accusata di collaborazionismo e soprattutto di essere collegata alla banda Koch: un interrogatorio fu fatto in una cascina vicino a Milano tra il 21 e 22 aprile, dopo che l'attrice raggiunse Valenti, il quale si era spontaneamente consegnato ai partigiani in qualità di prigioniero di guerra. La bara fu sepolta sotto una lapide, che riporta il suo nome e cognome ossia Luisa Manfrini, assieme al compagno di vita e lavoro Osvaldo Valenti, nel Campo X detto Campo dell’Onore del Cimitero Maggiore di Milano, noto anche come cimitero di Musocco; le salme della coppia, portate al cimitero dopo la benedizione di un prete, furono riconosciute da Nelly Valenti, sorella di Osvaldo: i cadaveri avevano al petto ancora i cartelli infamanti, che inneggiavano a una sommaria giustizia eseguita, su imitazione del trattamento riservato ai cadaveri dei partigiani uccisi dai fascisti.

### Processo a Marozin
Responsabile dell'esecuzione tramite fucilazione fu Giuseppe Marozin, nome di battaglia Vero, capo della divisione Pasubio, in seguito imputato di vari altri crimini, fra cui omicidi a danno di partigiani e civili. Nel corso del procedimento penale a suo carico per quel crimine, Marozin ebbe a dichiarare: «La Ferida non aveva fatto niente, veramente niente. Ma era con Valenti. La rivoluzione travolge tutti». Marozin sostenne anche, per discolparsi, che l'ordine di procedere all'esecuzione di Ferida e Valenti fosse venuto direttamente dal C.L.N.A.I. nella persona di Sandro Pertini, dichiarando: «Quel giorno - 30 aprile 1945 - Pertini mi telefonò tre volte dicendomi: "Fucilali, e non perdere tempo!"». Sempre secondo Marozin, Pertini si sarebbe rifiutato di leggere il memoriale difensivo che Valenti aveva scritto durante i giorni di prigionia, nel quale erano contenuti i nomi dei testimoni a difesa e dei tanti partigiani aiutati, che scagionavano i due attori da ogni accusa, ma la fucilazione della celebre coppia era ormai decisa in una rappresaglia simbolicamente punitiva. Questa ricostruzione è invero controversa, in quanto manca un ordine scritto, riscontrato invece in altri casi, come a esempio la fucilazione di Benito Mussolini, seppur emesso a esecuzione avvenuta.
Dalla casa milanese di Valenti e Ferida, qualche giorno dopo la loro fucilazione, venne sottratto un autentico tesoro, del quale lo stesso Marozin, nel dopoguerra, ammise il furto, ma sostenendo di non ricordare dove tali beni fossero finiti: «Una parte fu restituita, credo, alla madre della Ferida, il resto andò a Milano».

### Totale innocenza dell'attrice
Negli anni cinquanta la madre dell'attrice, Luisa Pansini, fece domanda al Ministero del Tesoro per ottenere una pensione di guerra, poiché la figlia innocentemente trucidata era pure la sua unica fonte di sostentamento, essendo Luisa figlia unica. Pertanto si rese necessaria un'accurata inchiesta da parte dei Carabinieri di Milano per accertare le reali responsabilità di Luisa Manfrini "in arte" Ferida, al termine della quale si concluse che «la Manfrini dopo l'8 settembre 1943 si è mantenuta estranea alle vicende politiche dell'epoca e non si è macchiata di atti di terrorismo e di violenza in danno della popolazione italiana e del movimento partigiano». La madre di Luisa Ferida ottenne la pensione di guerra comprensiva di arretrati.

## Filmografia

Luisa Ferida ne La fossa degli angeli (1937)

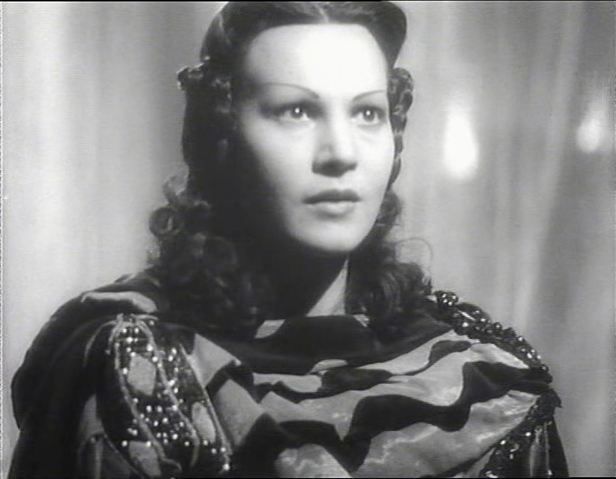
Luisa Ferida ne La corona di ferro (1941)

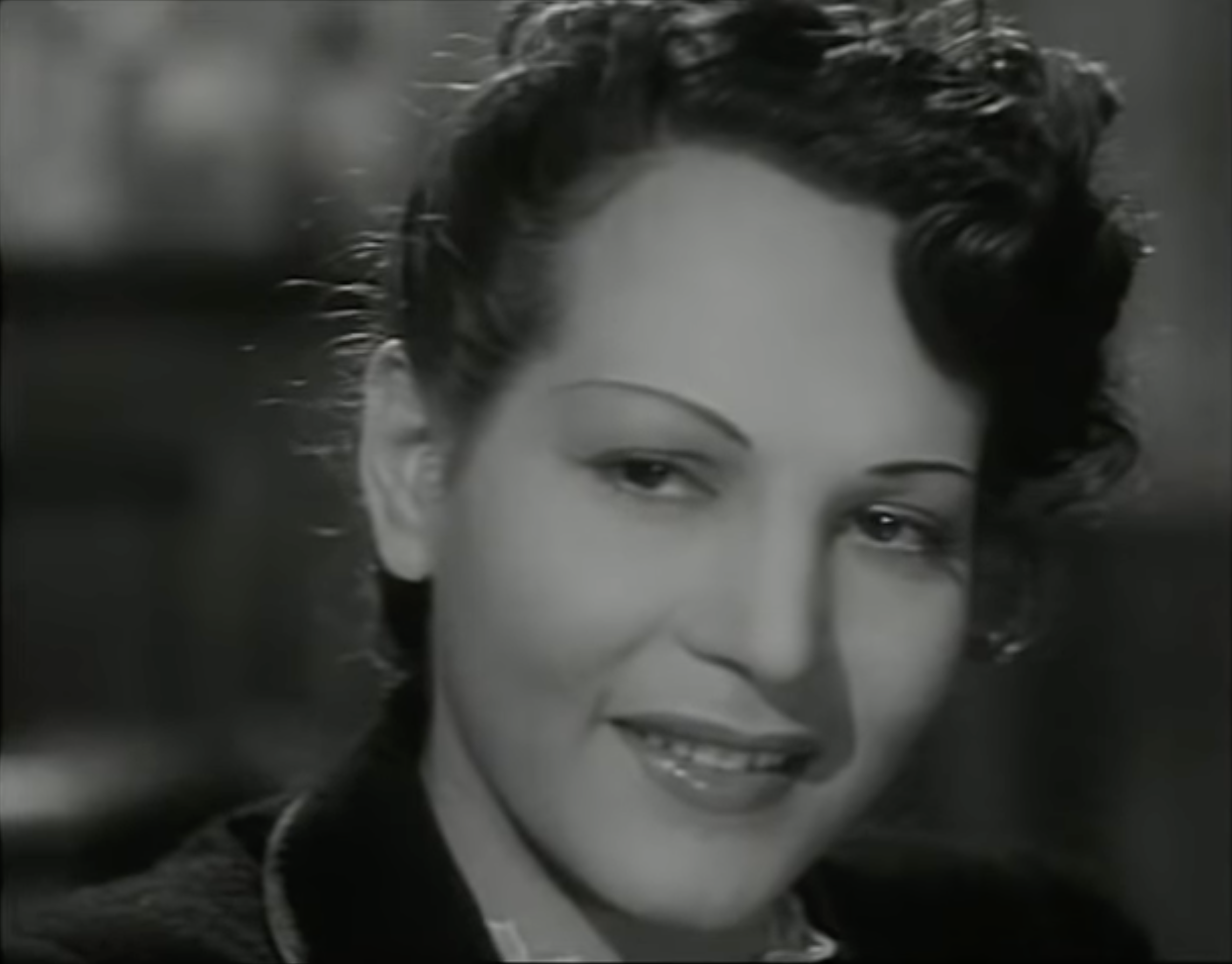
Luisa Ferida in Fari nella nebbia (1942)

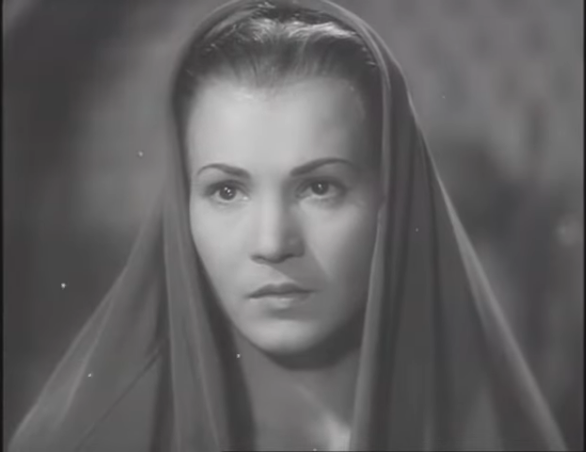
Luisa Ferida ne La bella addormentata (1942)

- Freccia d'oro, regia di Piero Ballerini e Corrado D'Errico (1935)
- Re burlone, regia di Enrico Guazzoni (1935)
- Lo smemorato, regia di Gennaro Righelli (1936)
- Il grande silenzio, regia di Giovanni Zannini (1936)
- I due sergenti, regia di Enrico Guazzoni (1936)
- L'ambasciatore, regia di Baldassarre Negroni (1936)
- Amazzoni bianche, regia di Gennaro Righelli (1936)
- I fratelli Castiglioni, regia di Corrado D'Errico (1937)
- La fossa degli angeli, regia di Carlo Ludovico Bragaglia (1937)
- I due barbieri, regia di Duilio Coletti (incompiuto) (1937)
- I tre desideri, regia di Kurt Gerron (1937)
- Tutta la vita in una notte, regia di Corrado D'Errico (1938)
- Il conte di Bréchard, regia di Mario Bonnard (1938)
- L'argine, regia di Corrado D'Errico (1938)
- Il suo destino, regia di Enrico Guazzoni (1938)
- Stella del mare, regia di Corrado D'Errico (1938)
- Animali pazzi, regia di Carlo Ludovico Bragaglia (1939)
- Un'avventura di Salvator Rosa, regia di Alessandro Blasetti (1939)
- Il segreto di Villa Paradiso, regia di Domenico Gambino (1940)
- La fanciulla di Portici, regia di Mario Bonnard (1940)
- Nozze di sangue, regia di Goffredo Alessandrini (1941)
- La corona di ferro, regia di Alessandro Blasetti (1941)
- Amore imperiale, regia di Aleksandr Volkov (1941)
- La cena delle beffe, regia di Alessandro Blasetti (1942)
- I cavalieri del deserto, regia di Gino Talamo e Osvaldo Valenti (incompiuto) (1942)
- Fari nella nebbia, regia di Gianni Franciolini (1942)
- L'ultimo addio, regia di Ferruccio Cerio (1942)
- La bella addormentata, regia di Luigi Chiarini (1942)
- Orizzonte di sangue, regia di Gennaro Righelli (1942)
- Fedora, regia di Camillo Mastrocinque (1942)
- Gelosia, regia di Ferdinando Maria Poggioli (1942)
- Il figlio del corsaro rosso, regia di Marco Elter (1943)
- Grazia, regia di Esodo Pratelli (incompiuto) (1943)
- Harlem, regia di Carmine Gallone (1943)
- Tristi amori, regia di Carmine Gallone (1943)
- La locandiera, regia di Luigi Chiarini (1944)
- Fatto di cronaca, regia di Piero Ballerini (1945)

### Doppiatrici
- Lydia Simoneschi in Fari nella nebbia, Fedora, La locandiera
- Tina Lattanzi in Nozze di sangue

## Citazioni e omaggi
- Nel 1991 lo storico Italo Moscati ha realizzato Gioco perverso, una pellicola ispirata alla tragica storia d'amore della coppia, interpretata da Fabio Testi e Ida Di Benedetto.
- Nel 2008 il regista Marco Tullio Giordana ha presentato fuori concorso al Festival di Cannes il film Sanguepazzo, ispirato alla vita di Osvaldo Valenti (interpretato da Luca Zingaretti) e di Luisa Ferida (interpretata da Monica Bellucci).
- L'anno successivo il gruppo musicale Ianva le dedica un brano intitolato semplicemente Luisa Ferida all'interno dell'album Italia: Ultimo Atto.
- Nel 2011 la decisione di porre una «lapide alla memoria» in via Poliziano, per omaggio a Luisa Ferida, fu revocata dal consiglio di circoscrizione della zona 8 di Milano, diretto da un esponente di Sinistra Ecologia Libertà, ma la vicenda è ancora controversa e non conclusa.